# العلاقات الإيطالية اللبنانية
العلاقات الإيطالية اللبنانية هي العلاقات الدبلوماسية بين إيطاليا ولبنان، حيث أن كلا البلدين عضو في الاتحاد من أجل المتوسط.

## التاريخ
في عام 64 قبل الميلاد أضاف الجنرال الروماني بومبي كل من لبنان وسوريا إلى الجمهورية الرومانية. [بحاجة لمصدر] خلال هذا الوقت وقبله، تبادل الفينيقيون والرومان المعرفة والعادات والتقاليد.

### التاريخ الحديث
افتتح لبنان مفوضية عام 1946 وتم تحويلها إلى سفارة عام 1955. [بحاجة لمصدر]
وقع البلدان معاهدة الصداقة والتعاون والملاحة في عام 1949. [بحاجة لمصدر] يقع المركز الثقافي الإيطالي في الطابق الأرضي من السفارة في ضاحية بعبدا.
تم توقيع "اتفاق للتعاون الثقافي والعلمي والتقني" بين لبنان وإيطاليا تم توقيعه في عام 2000 ودخل حيز التنفيذ في عام 2008، ويلحظ الاتفاق التعاون بين الجامعات والتبادل الأكاديمي والطالبي وتقديم المنح الدراسية والجامعية والتعاون في مجال الموسيقى والرقص والمسرح والسينما بالإضافة إلى البحث في علم الآثار، وتشجيع الأنشطة الرياضية والبرامج التلفزيونية المشتركة، وتعزيز البحث وتنميته على المستويين العلمي والتكنولوجي في مختلف القطاعات".

## زيارات عالية المستوى
في أبريل 2014 زار وزير الدفاع الإيطالي روبرتا بينوتي الرئيس اللبناني ميشال سليمان ورئيس الوزراء تمام سلام لمناقشة الدعم الدولي للجيش اللبناني.

## مساعدة إيطالية
في ديسمبر 2013 أعلنت الحكومة الإيطالية عن زيادة التمويل للبنان لمساعدة لبنان في التعامل مع اللاجئين الفارين من الحرب الأهلية السورية، كما أعلنت إيطاليا عن مهمة إنقاذ تضم خمس إلى سبع سفن لإنقاذ آلاف المهاجرين، معظمهم من السوريين، في البحر الأبيض المتوسط 

## قائمة المراجع
Giampaolo Conte, Economic Relationship between Italy and Lebanon in the Fifties in "Oriente Moderno" V. 94, Issue 1, pp 99 – 112

## روابط خارجية
(بالإيطالية) سفارة لبنان في إيطاليا